# Іллічов Петро Вікторович
Петро́ Ві́кторович Іллічо́в (11 березня 1966, Московська область) — російський дипломат, виконувач обов'язків постійного представника Російської Федерації при ООН і в Раді безпеки ООН (з 20 лютого по 27 липня 2017 року). Перший заступник постійного представника РФ при ООН. Дипломатичний ранг — Надзвичайний і Повноважний посланник 2 класу (5 грудня 2013 року).

## Життєпис
Закінчив Московський державний інститут міжнародних відносин МЗС СРСР. Володіє англійською та французькою мовами. Працював в Посольстві СРСР на Маврикії, посольствах Росії в Кенії і США. У Центральному апараті МЗС займав посади в Департаменті Африки і Департаменті міжнародних організацій, де до останнього закордонного відрядження був начальником відділу і потім заступником директора.
З 2012 року в постпредства Росії при ООН в Нью-Йорку, спершу як заступник постпреда. З 6 грудня 2013 року і аж до смерті Віталія Чуркіна він був першим заступником постпреда РФ при ООН. З 20 лютого 2017 після смерті постпреда РФ при ООН Чуркіна фактично став тимчасово виконуючим обов'язки постійного представника Російської Федерації при ООН і в Раді безпеки ООН.